# August von Gemmingen (1829–1909)
Freiherr August von Gemmingen (* 9. November 1829; † 1909) war kaiserlich-königlicher Kämmerer und Grundherr in Michelfeld.

## Leben
Er war ein Sohn des Ernst von Gemmingen (1794–1838) und der Charlotte Anna Maria von Horneck (1800–1863). Er trat in das Regiment der Schwarzenberghusaren ein und wurde kaiserlich-königlicher Kämmerer und Major. Vom früh verstorbenen Vater erbte er den Besitz in Michelfeld, wo er 1873 das Schloss Michelfeld modernisieren ließ. Von 1865 bis 1868 war August von Gemmingen als Vertreter des grundherrlichen Adels unterhalb der Murg Mitglied der Ersten Kammer der Badischen Ständeversammlung.

## Familie
Er heiratete 1861 Anna von Berzeviczy-Bercevicze (1838–1906).
Nachkommen:
- Elisabetha Charlotte (1862–1938) ⚭ Max von Sulzer-Wart († 1910)
- Gabriele Maria (1863–1864)
- Gabriele Thekla Charlotte Anna Appollonia (1865–1940) ⚭ Karl von Gemmingen (1846–1923), Fränkisch-Crumbach
- Anna Agnes Appollonia (1867–1894) ⚭ Friedrich von Blankard